# Lun (Novalja)
Lun es una localidad de Croacia en el ejido de la ciudad de Novalja, condado de Lika-Senj.

## Geografía
Se encuentra a una altitud de 91 m s. n. m. a 247 km de la capital nacional, Zagreb.

## Demografía
En el censo 2011 el total de población de la localidad fue de 307 habitantes.
| Gráfica de población de Lun 1857-2011                               |
|                                                                     |
| Según los censos de población de la oficina estadística de Croacia. |